# Graberec
 Graberec  falu Horvátországban Zágráb megyében. Közigazgatásilag Dubravához tartozik.

## Fekvése
Zágrábtól 45 km-re keletre, községközpontjától 4 km-re délre, a megye keleti részén fekszik.

## Története
1857-ben 79, 1910-ben 188 lakosa volt. Trianonig Belovár-Kőrös vármegye Križi járásához tartozott. 2001-ben 226  lakosa volt.

## Lakosság
| Lakosság változása | Lakosság változása | Lakosság változása | Lakosság változása | Lakosság változása | Lakosság változása | Lakosság változása | Lakosság változása | Lakosság változása | Lakosság változása | Lakosság változása | Lakosság változása | Lakosság változása | Lakosság változása | Lakosság változása |  |
| ------------------ | ------------------ | ------------------ | ------------------ | ------------------ | ------------------ | ------------------ | ------------------ | ------------------ | ------------------ | ------------------ | ------------------ | ------------------ | ------------------ | ------------------ |  |
| 1857               | 1869               | 1880               | 1890               | 1900               | 1910               | 1921               | 1931               | 1948               | 1953               | 1961               | 1971               | 1981               | 1991               | 2001               |  |
| 79                 | 72                 | 91                 | 123                | 152                | 188                | 215                | 249                | 300                | 299                | 287                | 255                | 238                | 220                | 226                |  |

## Külső hivatkozások
Dubrava község hivatalos oldala